# Steve Stipanovich
Stephen Samuel Stipanovich, detto Steve (St. Louis, 17 novembre 1960), è un ex cestista e allenatore di pallacanestro statunitense, professionista nella NBA.

## Carriera
È stato selezionato dagli Indiana Pacers al primo giro del Draft NBA 1983 (2ª scelta assoluta).

## Statistiche

### NBA

#### Regular Season
| Anno      | Squadra        | PG  | PT  | MP   | TC%  | 3P%  | TL%  | RP  | AP  | PRP | SP  | PP   |
| --------- | -------------- | --- | --- | ---- | ---- | ---- | ---- | --- | --- | --- | --- | ---- |
| 1983-1984 | Indiana Pacers | 81  | 73  | 30,0 | 48,0 | 18,8 | 75,3 | 6,9 | 2,1 | 0,9 | 0,8 | 12,0 |
| 1984-1985 | Indiana Pacers | 82  | 66  | 28,2 | 47,5 | 9,1  | 79,8 | 7,5 | 2,4 | 0,9 | 1,0 | 13,7 |
| 1985-1986 | Indiana Pacers | 79  | 65  | 30,3 | 47,0 | 20,0 | 76,8 | 7,9 | 2,6 | 0,9 | 0,9 | 13,6 |
| 1986-1987 | Indiana Pacers | 81  | 81  | 34,1 | 50,3 | 25,0 | 83,7 | 8,3 | 2,2 | 1,3 | 1,2 | 13,2 |
| 1987-1988 | Indiana Pacers | 80  | 80  | 33,7 | 49,6 | 20,0 | 80,9 | 8,3 | 2,3 | 1,1 | 0,9 | 13,5 |
| Carriera  | Carriera       | 403 | 365 | 31,2 | 48,4 | 17,9 | 79,6 | 7,8 | 2,3 | 1,0 | 0,9 | 13,2 |

#### Playoffs
| Anno     | Squadra        | PG | PT | MP   | TC%  | 3P% | TL%  | RP  | AP  | PRP | SP  | PP   |
| -------- | -------------- | -- | -- | ---- | ---- | --- | ---- | --- | --- | --- | --- | ---- |
| 1987     | Indiana Pacers | 4  | 4  | 37,3 | 55,3 | 0,0 | 68,4 | 7,5 | 0,8 | 0,8 | 0,5 | 13,8 |
| Carriera | Carriera       | 4  | 4  | 37,3 | 55,3 | 0,0 | 68,4 | 7,5 | 0,8 | 0,8 | 0,5 | 13,8 |

## Palmarès
- McDonald's All-American Game (1979)
- NCAA AP All-America Second Team (1983)
- NBA All-Rookie First Team (1984)